# غود ويل هانتينغ
غود ويل هانتنغ (بالإنجليزية: Good Will Hunting) هو فيلم دراما أمريكي صدر في 1997 من إخراج غس فان سانت وبطولة مات ديمون وبن أفليك وروبين ويليامز وميني درايفر وستيلان سكارسغارد. الفيلم من كتابة مات ديمون وبن أفليك.
تدور أحداث الفيلم في بوستون ، ماساتشوستس حول شاب أيرلندي كاثوليكي مضطرب من جنوب بوسطن و على الرغم من عبقريته وألمعيته بالرياضيات وقدرته على التعلم الذاتي فهو يعمل كحارس لمعهد ماساتشوستس للتقنية. في الفيلم ينبغي لويل أن يتعلم كيف يتغلب على خوفه العميق من الانتفاء والعزلة كي يصبح قادراً على مبادلة الثقة والحب لمن يهتمون لأمره.
تلقى غود ويل هانتنغ مديح كبير من النقاد وحقق نجاح تجاري كبير أيضاً. وصلت أرباحه إلى 225 مليون $ مقابل ميزانية 10 مليون $. رشح الفيلم لتسع جوائز أوسكار، بما في ذلك جائزة الأوسكار لأفضل فيلم، وفاز باثنتين: أفضل ممثل مساعد لوليامز وأفضل سيناريو أصلي لأفليك ودامون.

## القصة
على الرغم من تمتعه بمستوى تفكير العبقري، وذاكرته التصويرية وموهبته اللامعة في الرياضيات فإنه يعمل حارساً في MIT ويعيش وحيدا بشقة غير متكاملة الأثاث بأحد الأحياء في جنوب بوسطن .
بفضل المعاملة السيئة التي لاقاها ويل في طفولته، فهو يلوم نفسه بطريقة لا واعية لنشأته التعيسة ويحول كراهيته لذلك إلى نوع من التخريب الذاتي في حياته العاطفية والمهنية على حد السواء.
في أول أسابيع الدراسة يقوم ويل بحل معادلة مأخوذة من نظرية بعلم الجبر والتي كان البروفيسور جيرالد لامبو قد وضعها على أحد اللوحات كتحدي موجه لطلابه على أمل أن يكتشف أحدهم حلها بنهاية الفصل الدراسي .
عندما تم حل المسألة بسرعة دون أن يكتشف من الفاعل، يقوم لامبو بوضع معادلة أكثر تعقيداً بكثير – واحدة قد استغرقت منه ومن طلابه عامان لإثباتها . عندما يلحظ لامبو بالصدفة أحد البوابين يكتب على اللوحة، يطارده لامبو على الفور، ومع ذلك حين يعود لامبو للوحة، يقف متسمراً بادياً علي وجهه الذهول التام أمام الأجابة الصحيحة، حينئذ يخطط لامبو لتعقب ويل هانتنج .
في هذه الأثناء يتعارك ويل مع شاب كان قد قام بالتعدي عليه منذ 15 عام في الروضة، والآن يواجه ويل السجن الأبدي بتعديه على أحد الشرطيين والذي كان يحاول فض العراك .
بإدراكه لأن ويل يحمل كامناً ضخماً، يذهب لامبو لجلسة محاكمة ويل ويبدي الوقوف بجانبه مقترحاً عليه خيار : إما أن يُزج به في السجن وإما أن يُطلق سراحه تحت رقابة لامبو الشخصية لدراسة الرياضيات وخضوعه لمعالج نفساني، يفضل ويل الاختيار الثاني على الرغم من عدم اقتناعه بحاجته للعلاج النفسي .
يقابل ويل الأطباء النفسيين الخمس الأوائل باستهزاء وتهكم شديدين، وفي محاولة يائسة منه يستدعي لامبو أخيراً (شون ماجواير) صديقه القديم ورفيق دراسته ب معهد ماساتشوستس للتقنية والذي تصادف أنه يقيم بنفس الحي الذي يعيش فيه ويل . يختلف شون عن سابقيه أنه ينبش للوراء في ماضي ويل واستخراج حيل ويل الدفاعية القديمة .
يُصعق ويل على وجه أخص عندما يخبره شون أنه تخلى عن تذكرته لرؤية مباراة بوسطن (ريد سوكس) على Game 6 في الدوري العالمي لعام 1975 لكي يقابل أحد الغرباء ويقضي معها الوقت بأحد الحانات، والتي أصبحت زوجته فيما بعد، هذا بدوره يشجع ويل على تأسيس علاقة مع سكايلر، فتاة كان قد قابلها من قبل بحانة قرب جامعة هارفارد .
بالرغم من علاقة الطبيب بمريضه تلك، إلا أنها لم تكن غير متكافئة، فويل يتحدى شون ليلقي نظرة موضوعية على حياته الخاصة، لم يكن شون حينها قد تأقلم على موت زوجته المبكر جراء السرطان قبل عامين .
في هذه الأثناء يضغط لامبو على ويل بطريقة جعلته في النهاية يرفض حضور المقابلات الشخصية للوظائف التي كان لامبو ينظمها من أجله . يستمع ويل بالصدفة لمصايحة كلامية حانقة بين لامبو وشون حول اتجاه مستقبله .
تطلب سكايلر من ويل الانتقال معها لكاليفورنيا حيث ستبدأ دراسة الطب بكلية الطب، جامعة ستامفورد . يذعر ويل بسماعه للفكرة، وعندما تبدي سكايلر شفقتها حول ماضيه، يهيج ذلك ثورة ويل ليترك المكان في أوج غضبه .
يدعو ويل باستهزاء العمل الذي يطلبه منه لامبو بالأضحوكة ويقوم بإشعال النار بأحد المعادلات، حينها يتوسل إليه لامبو بألا يرميها لتحترق بالكامل حينها يمضي ويل في سبيله غير مبالياً به .
يشير شون إلى أن ويل بارع جداً في توقع فشله المستقبلي بعلاقاته الرومانسية بحيث أنه إما يتركها لتذبل أو تموت بترو بطريقة تجعله يتفادى الألم العاطفي . عندما يرفض ويل أن يعطي شون إجابة صادقة لسؤاله عن ماذا يريد أن يفعله بحياته، يطرده شون من مكتبه بأدب .
يخبر ويل صديقه (شاكي) أنه يريد أن يعمل بتكسير البناء لباقي حياته، يصبح شاكي صريحاً بقسوة مع ويل : فهو يشعر بأن تلك سبة لويل لأن يهدر قدراته الكامنة في عمل كهذا، وأن أجمل أوقاته هي تلك العشر ثواني التي يأتي لمنزله ويجده موجود فيه فقط، فهو خائف من أن يأتي إليه ويجده قد رحل، نظرًا لطبيعة شخصية ويل.
يذهب ويل لجلسة نفسانية أخرى، حيث يتفق شون وويل بأنهما كانا ضحايا لإساءة المعاملة في الطفولة . أخيراً، بعد الكثير من مجابهة الذات، يقرر ويل بالتوقف عن كونه ضحية لشياطينه الداخلية ويتولى مسؤولية حياته .
عندما يفاجئه رفاقه بسيارة Chevrolet Nova مُعادة التركيب كهدية بمناسبة عيد ميلاده ال21 ، يقرر ويل الذهاب وراء سكايلر، طارحاً خلفه عروض العمل المربحة بالشركات والوظائف الحكومية . يترك ويل لشون ملحوظة مختصرة مستخدماً أحد تعبيرات شون الساخرة "I had to go see about a girl" . يكتشف شاكي أن ويل قد رحل أخيراً . يظهر ويل بعدها وهو يشق أفق كاليفورنيا ليبدأ بداية جديدة مع سكايلر .

## طاقم الفيلم
- مات ديمون بدور ويل هانتنج .
- روبين ويليامز بدور شون ماجواير .
- بن أفليك بدور شاكي سوليفان .
- ستيلان سكارسغارد بدور البروفيسور جيرالد لامبو .
- ميني درايفر بدور سكايلر .
- كيسي أفليك بدور مورجان أومالي .
- كول هوسر بدور بيلي مكبرايد .
- John Mighton بدور طوم .

## وصلات خارجية
- غود ويل هانتينغ على موقع IMDb (الإنجليزية)
- غود ويل هانتينغ على موقع ميتاكريتيك (الإنجليزية)
- غود ويل هانتينغ على موقع الموسوعة البريطانية (الإنجليزية)
- غود ويل هانتينغ على موقع روتن توميتوز (الإنجليزية)
- غود ويل هانتينغ على موقع نتفليكس (الإنجليزية)
- غود ويل هانتينغ على موقع قاعدة بيانات الأفلام العربية
- غود ويل هانتينغ على موقع ألو سيني (الفرنسية)
- غود ويل هانتينغ على موقع Turner Classic Movies (الإنجليزية)
- غود ويل هانتينغ على موقع أول موفي (الإنجليزية)
- غود ويل هانتينغ على موقع بوكس أوفيس موجو (الإنجليزية)
- صفحة الفيلم على موقع IMDB .
- Box Office Mojo.
- Rotten Tomatoes .
- سيناريو مبكر للفيلم من تأليف مات ديمون وبن أفليك (يختلف النص قليلاً عن الفيلم) .